# Újezd nad Zbečnem

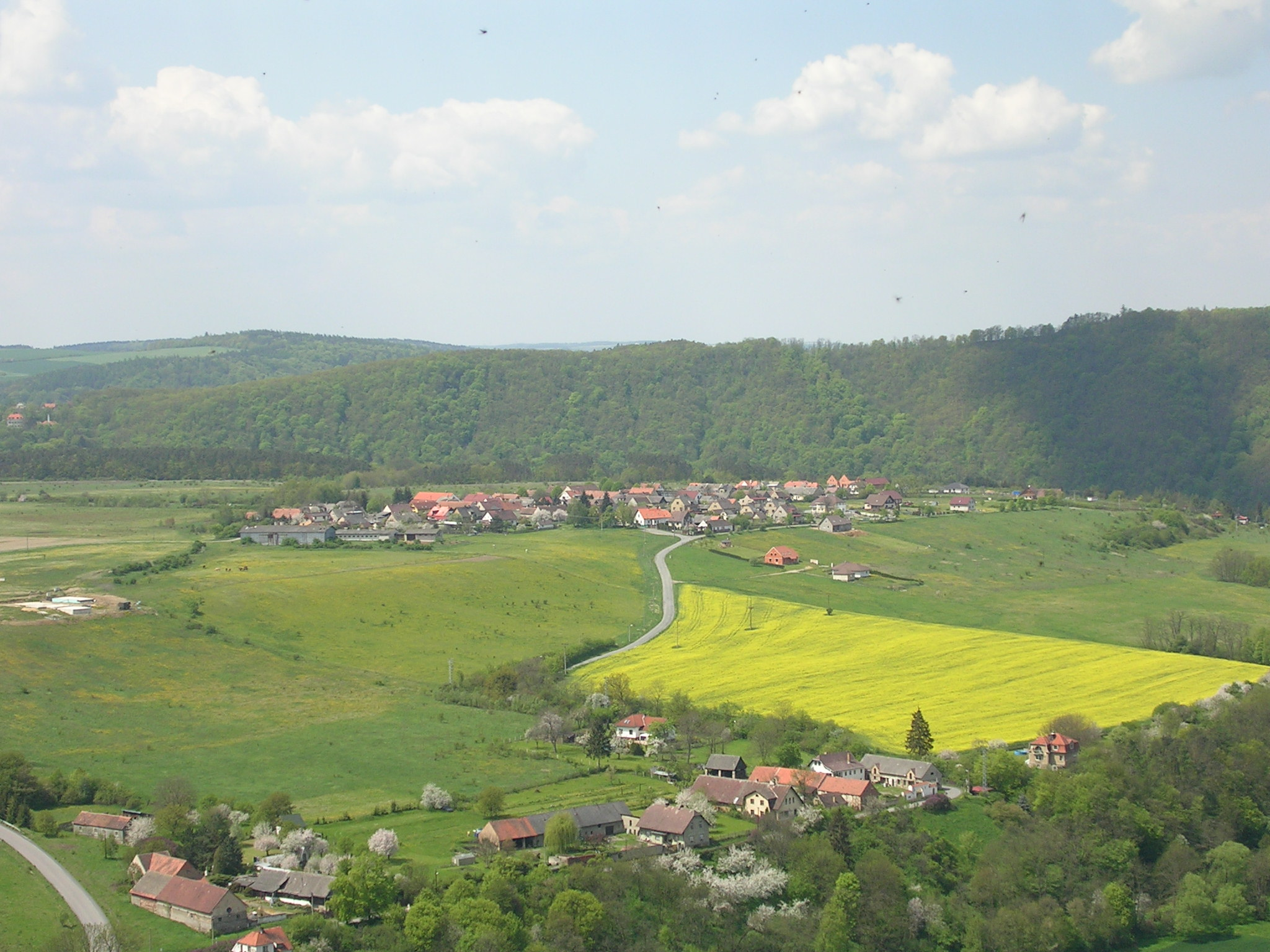
Blick von der Pěnčína über Újezd nad Zbečnem (Vordergrund) und Pohořelec

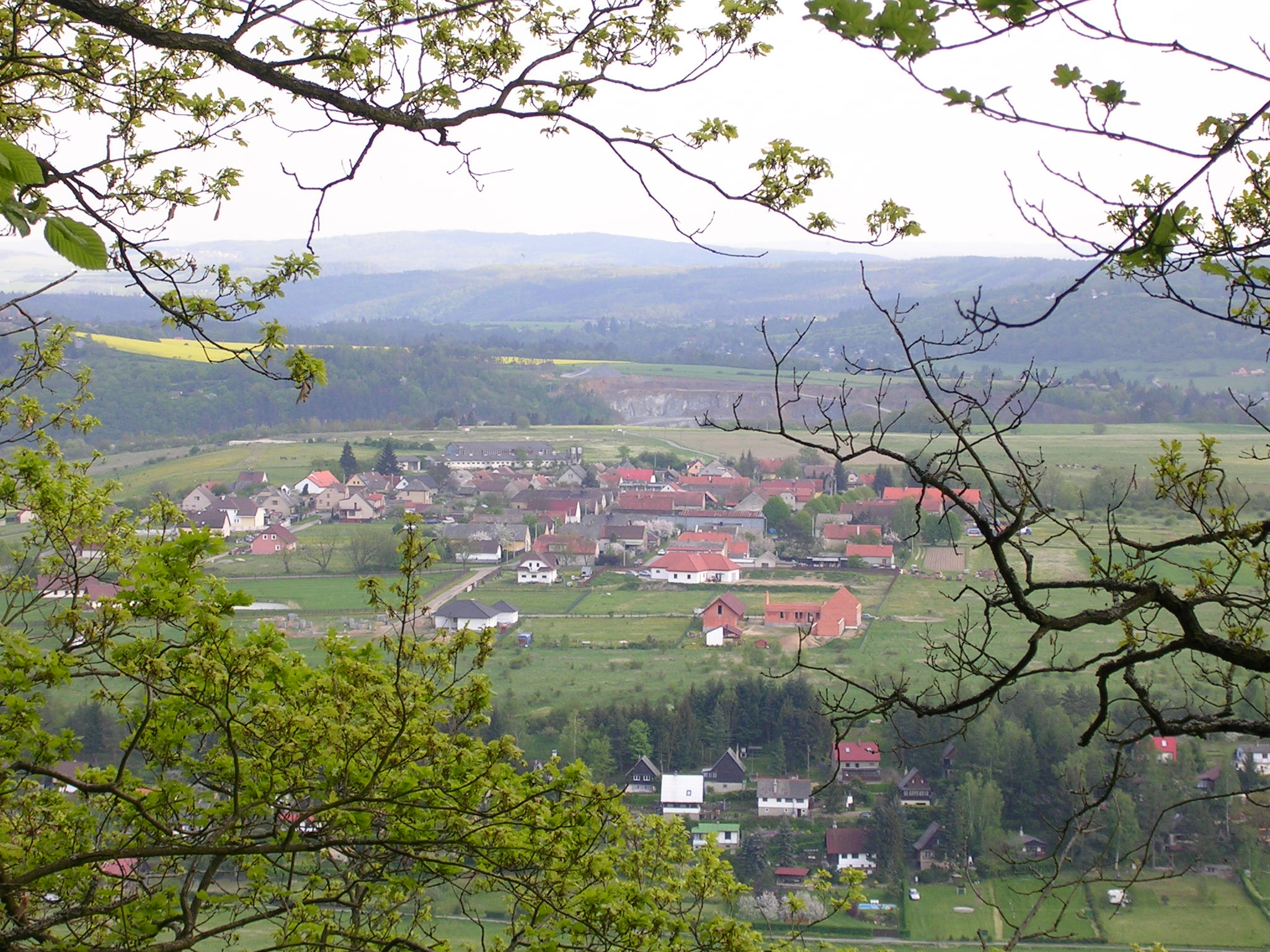
Blick vom Aussichtspunkt St. Eustach auf Pohořelec und den Steinbruch Sýkořice

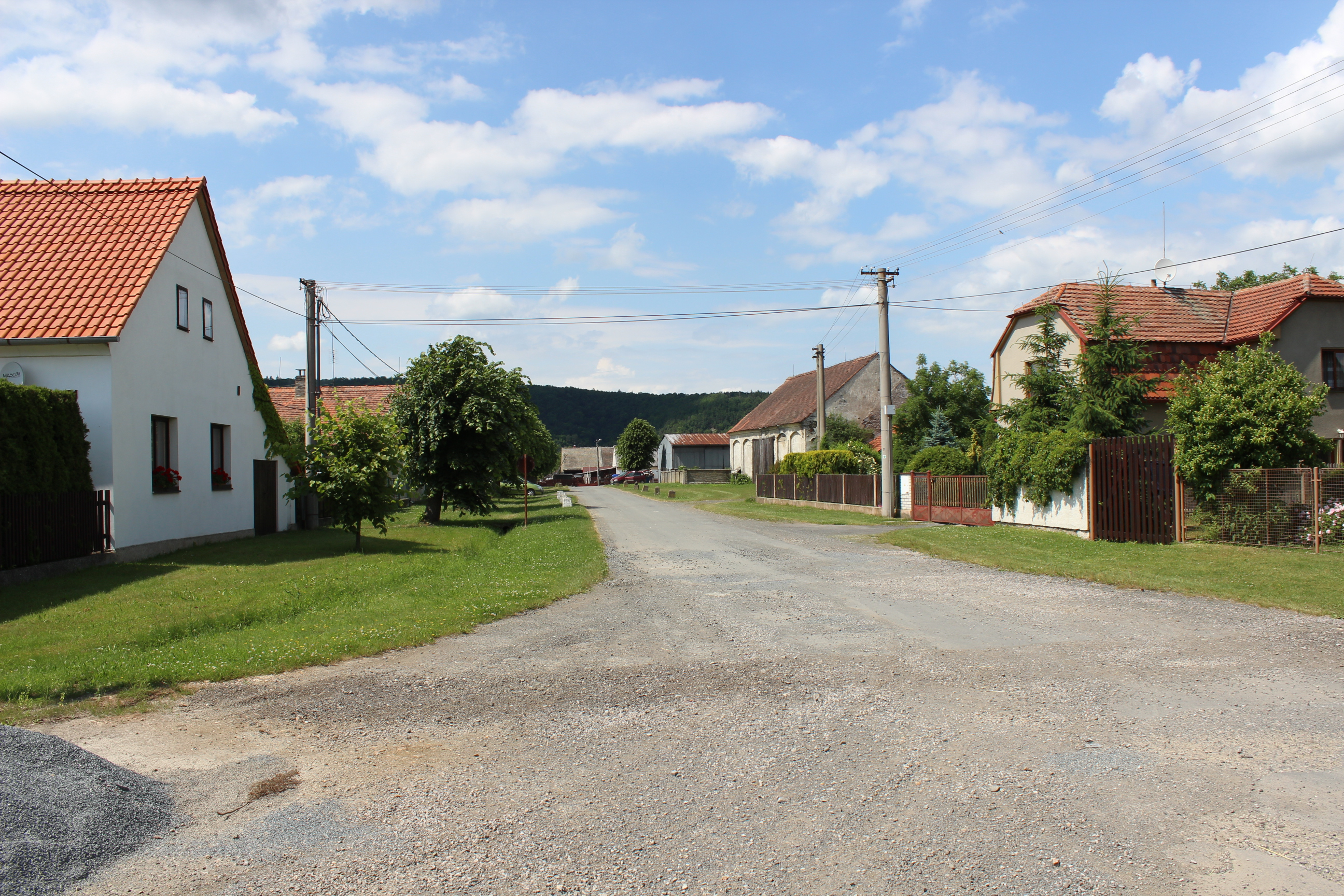
Ortsansicht von Újezd nad Zbečnem

Újezd nad Zbečnem (deutsch Aujest bei Sbetschno, früher Augezd ob Zbetschno) ist ein Ortsteil von Zbečno in Tschechien. Er liegt einen halben Kilometer westlich von Zbečno und gehört zum Okres Rakovník.

## Geographie
Újezd nad Zbečnem befindet sich in der Křivoklátská vrchovina im Landschaftsschutzgebiet Křivoklátsko. Das Dorf liegt gegenüber von Zbečno und der Einmündung der Klíčava am rechten Ufer der Berounka. Nördlich erheben sich der Javůrek (445 m) und die Novina (390 m), im Nordosten der Jalový (450 m), östlich die Pěnčína (416 m), Koza (452 m) und der Lom (406 m), im Südwesten der Lipový vrch (374 m). Das Kataster von Újezd nad Zbečnem umfasst die gesamte Berounkaschleife. Durch Újezd nad Zbečnem verläuft die Bahnstrecke Beroun–Rakovník; der Bahnhof Zbečno liegt am südlichen Ortsrand von Újezd gegenüber dem Steinbruch Sýkořice, die Bahnstation Újezd nad Zbečnem in der Feriensiedlung nordwestlich von Pohořelec.
Nachbarorte sind Zbečno im Norden und Osten, Sýkořice und Žloukovice im Südosten, Račice, Kolouch und Dubina im Süden, Semenec, Častonice und Roztoky im Südwesten, Amalín und Křivoklát im Westen sowie Dáča, Pohořelec und Písky im Nordwesten.

## Geschichte
Újezd wurde im 12. Jahrhundert während des Landesausbaus durch Umritt angelegt. Das Dorf gehörte seit jeher zur königlichen Burg Křivoklát.
Im Jahre 1685 verkaufte Leopold I. die Kronherrschaften Kruschowitz und Pürglitz an Ernst Joseph Graf von Waldstein. 1731 vererbte Johann Joseph Graf von Waldstein beide Herrschaften an seine Tochter und Universalerbin Maria Anna Fürstin zu Fürstenberg, die sie 1756 testamentarisch mit dem Gut Nischburg zu einem Familienfideikommiss von 400.000 Gulden vereinigte. Die eine Hälfte des Erbes fiel ihren Söhnen Joseph Wenzel zu Fürstenberg-Stühlingen und Karl Egon I. zu Fürstenberg zu, die andere ihren Töchtern Henriette Fürstin von Thurn und Taxis und Maria Theresia zu Fürstenberg. Als Fideikommisserben setzte sie ihren zweitgeborenen Sohn Karl Egon I. ein, der durch Ausgleich auch die Anteile seiner Geschwister erwarb. Nach dem Tode von Karl Egon I. erbte 1787 dessen ältester Sohn Philipp Fürst zu Fürstenberg († 1790) den Besitz, ihm folgten seine Kinder Karl Gabriel zu Fürstenberg († 1799) und Leopoldine Prinzessin von Hessen-Rothenburg-Rheinfels. 1803 verzichteten die weiblichen Erben in einem Familienvergleich zugunsten des minderjährigen Karl Egon II. zu Fürstenberg und der fürstlichen und landgräflichen Häuser Fürstenberg; als Verwalter wurde bis zu dessen Volljährigkeit im Jahre 1817 Joachim Egon Landgraf von Fürstenberg eingesetzt. Auf der Hochebene der Berounkaschleife wurde 1830 die Arbeiterkolonie Pohořeletz angelegt.
Im Jahre 1843 bestand Augezd ob Zbečno aus 28 Häusern mit 234 Einwohnern. Abseits lag die Ansiedlung Pohořeletz. Pfarr- und Schulort war Zbetschno. Bis zur Mitte des 19. Jahrhunderts blieb Augezd ob Zbečno dem Fideikommiss Pürglitz untertänig.
Nach der Aufhebung der Patrimonialherrschaften bildete Oujezd nad Zbečnem / Augezd ob Zbetschno ab 1850 einen Ortsteil der Gemeinde Zbečno im Bezirk Rakonitz und Gerichtsbezirk Pürglitz. Nach dem Tode von Karl Egon II. zu Fürstenberg erbte 1854 dessen zweitgeborener Sohn Max Egon I. den Fideikommiss Pürglitz. Im Jahre 1862 kaufte sich die Gemeinde Zbečno von der Herrschaft Pürglitz frei. Die Rakonitz–Protivíner Bahn nahm am 30. April 1876 den Betrieb der Bahnstrecke Beroun–Rakovník auf; am südlichen Ortsrand von Oujezd nad Zbečnem entstand der Bahnhof Zbečno, der von Zbečno aus mit einer Fähre zu erreichen war. Unterhalb der Kolonie Pohořelec wurde die Bahnstation Újezd nad Zbečnem errichtet. Die heutige Namensform Újezd nad Zbečnem wird seit 1880 verwendet. Ab 1899 bildete Újezd nad Zbečnem mit dem Ortsteil Pohořelec eine eigene Gemeinde. Zwischen 1924 und 1925 entstand die Berounkabrücke, die das Dorf mit Zbečno verband. Im Jahre 1932 lebten in Újezd nad Zbečnem einschließlich Pohořelec 397 Personen. Nach 1945 wurde der Eisenbahnhaltepunkt Újezd nad Zbečnem stillgelegt. Am 1. Januar 1980 wurden Újezd nad Zbečnem und Pohořelec nach Zbečno eingemeindet. Im Laufe des 20. Jahrhunderts wuchs Pohořelec wegen seiner landschaftlich reizvollen Lage auf einer Hochebene, die nach allen Richtungen einen Rundblick über das Berounkatal sowie im Westen auf die Burg Křivoklát bietet, zu einer großen Einfamilienhaussiedlung an, die das großteils aus Bauernhöfen und dem Bahnhof bestehende Újezd nad Zbečnem deutlich an Größe übertrifft. Im Jahre 1991 hatte das Dorf 208 Einwohner, beim Zensus von 2001 lebten in den 95 Wohnhäusern von Újezd nad Zbečnem 186 Personen.
Heute ist Újezd nad Zbečnem ein Erholungsort. An der Spitze der Berounkaschleife unterhalb von Pohořelec entstanden mit Blick auf die Felsklippen von Brdatka ausgedehnte Ferienhüttensiedlungen.

## Ortsgliederung
Der Ortsteil Újezd nad Zbečnem bildet zugleich einen Katastralbezirk.
Er besteht aus den Siedlungseinheiten Pohořelec (Pohorzeletz) und Újezd nad Zbečnem (Aujest bei Sbetschno).

## Sehenswürdigkeiten
- Wegkreuz in Újezd nad Zbečnem
- Denkmal für die Gefallenen des Ersten Weltkriegs in Újezd nad Zbečnem
- Masaryk-Brücke, fertiggestellt 1925
- Naturreservat Brdatka, Felshang an der Berounka gegenüber von Pohořelec
- Naturreservat Stříbrný luh, Felshang an der Berounka südwestlich von Újezd nad Zbečnem
- Berounkaschleife von Pohořelec